# Манікюр

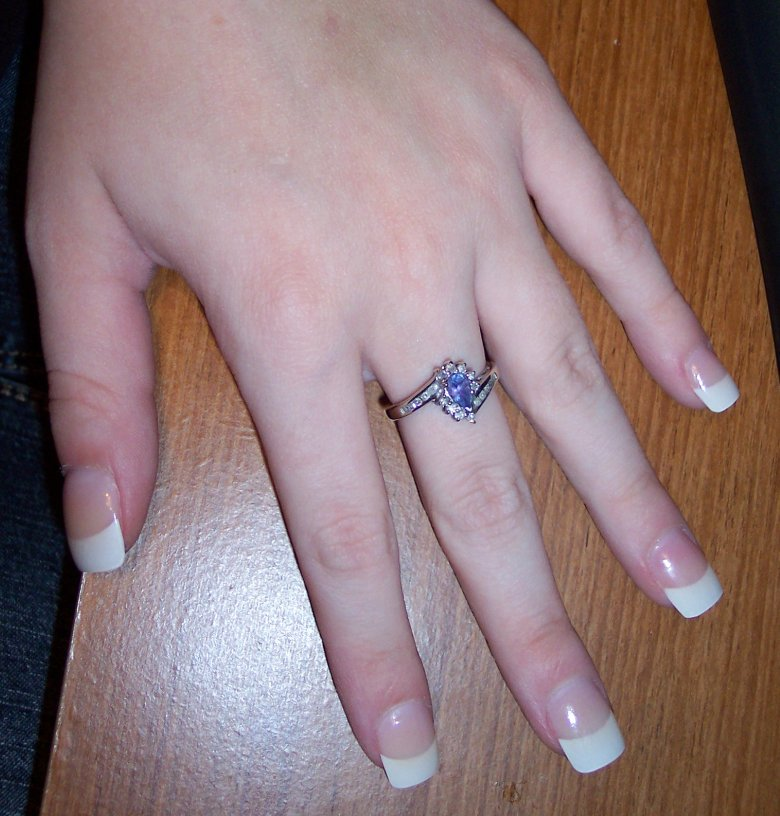
Приклад манікюру.

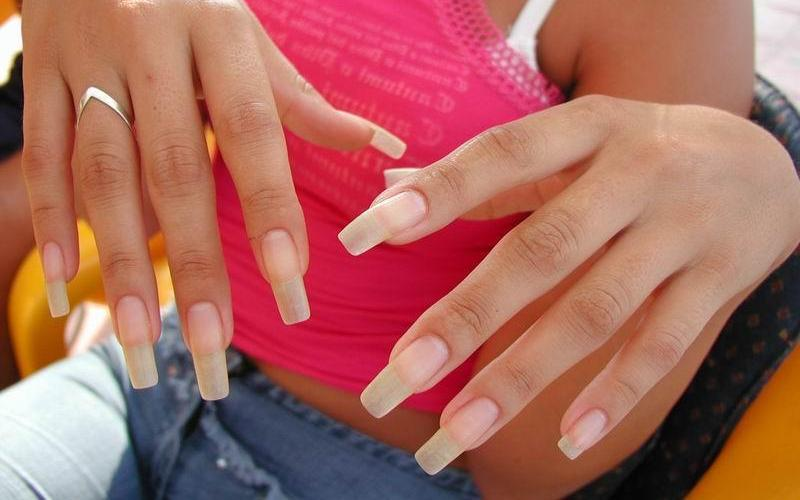
Манікюр

Манікю́р — косметичний обробіток нігтів і пальців на руках, виконується для жінок та чоловіків. Слово «манікюр» походить від латинського «manus», що означає кисть і «cure» — догляд, тобто означає гігієнічний обробіток, щоб запобігти хворобам, пов'язаним зі шкірою рук і нігтів, і надати рукам, а відповідно й нігтям, красивого й доглянутого вигляду.

## Історія розвитку манікюру
Ще в Давньому Єгипті й Китаї 3000 років тому зналися на манікюрі. У Стародавнім Єгипті різні кольори фарб для нігтів використовували як «становий код». Яскраві насичені тони вказували на приналежність до царської родини, вказували на високе суспільне становище, раби могли фарбувати нігті тільки в бліді пастельні тони. Клеопатра фарбувала свої довгі нігті в теракотовий колір звичайною хною.
У давніх культурах, таких як Стародавня Китайська культура, вважали, що довгі нігті символізують мудрість і допомагають спілкуватися з божествами, тому нігті допускалося ростити й фарбувати не тільки жінкам. Проте до чоловіків висували низку особливих вимог. Одна з них — конечна приналежність до знаті. На Русі з нігтями пов'язано безліч марновірств. Наприклад, старожили деяких сіл і до цього дня серйозно переконані й намагаються переконати інших у тому, що стригти нігті треба не інакше як у четвер.
Готували фарбу для нігтів по-різному: наприклад, у стародавньому Китаї з воску, яєчних білків, желатину й гуміарабіку. Китаянки 600 років тому воліли фарбувати нігті золотою або срібною фарбою. За часів династії Мін фарбували нігті вже чорною або червоною фарбою, а ще пізніше стали надягати на пальці золоті або срібні наконечники в формі довгих нігтів. Перший кольоровий лак, що з'явився тільки 1932 року в США, поклав початок бурхливому розвитку цієї індустрії краси у світі.
В Стародавній Греції для догляду та надання форми нігтям гречанки використовували маленькі ножиці та лак, яким покривали нігті. Що стосується чоловічого манікюру, то в країнах Межиріччя, Єгипті полководці відрощували ніготь на руці і використовували його як указку. В Ассирії та Стародавньому Римі було прийнято фарбувати нігті в червоний або чорний колір перед походом.
В епоху раннього Середньовіччя манікюр вважався атрибутом куртизанок, надалі у XVI ст. за нафарбовані нігті могли звинуватити у чаклунстві, проте до середини XVII ст. манікюр набув популярності серед аристократії.
В епоху Відродження розвивались техніки та способи догляду за руками та нігтями.
У 1830 році перший манікюр в Європі був виконаний лікарем Зіттцем за допомогою металевих манікюрних інструментів.

## Манікюр сьогодні

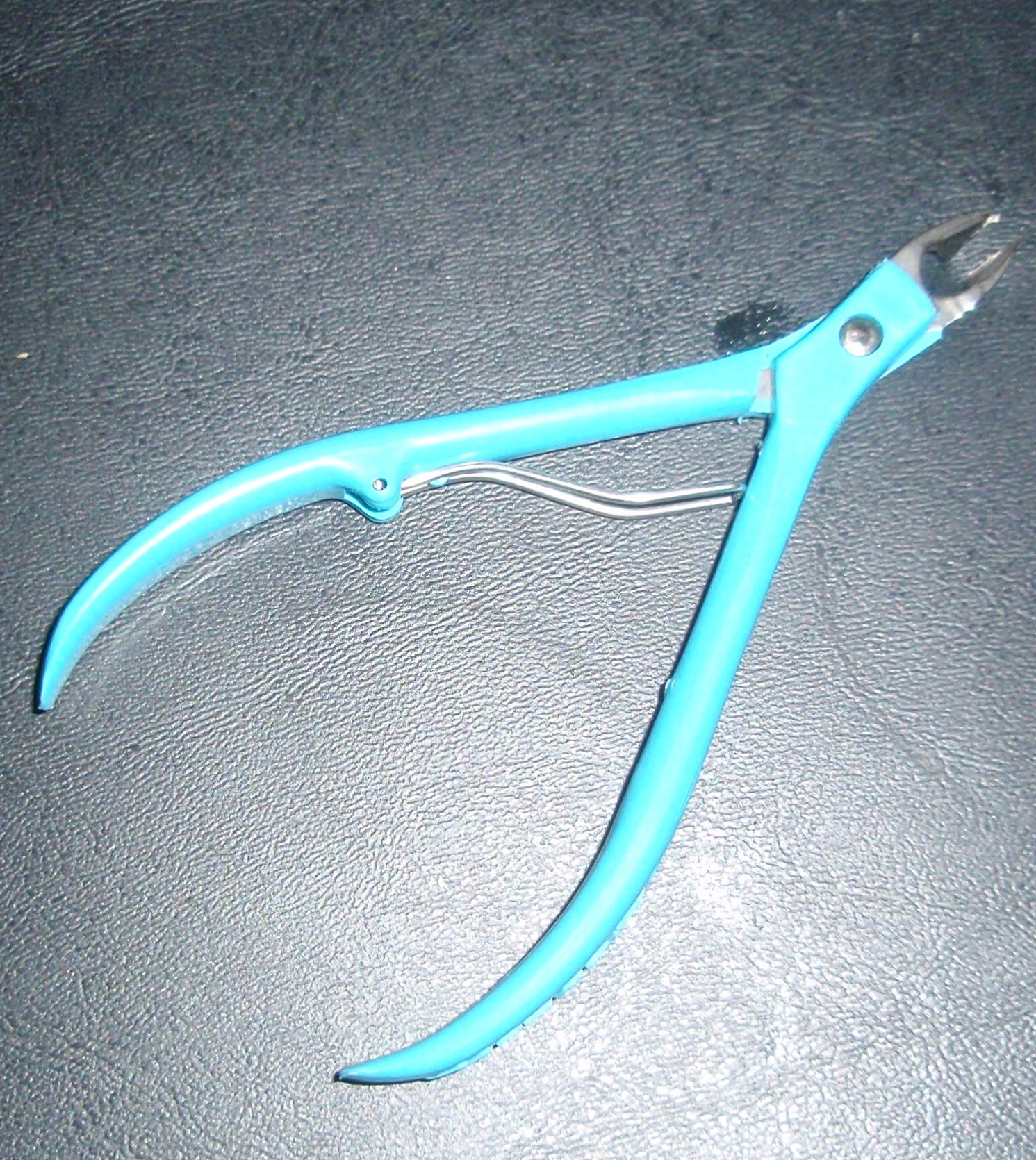
Ножиці для кутикули

Манікюр сьогодні — це система догляду за руками. У сучасному розумінні це не тільки красиві нігті, але й лікувально-відновлювальні процедури, догляд за шкірою рук, технології захисту, прикрашання та створення штучних нігтів.
Манікюр може містити:
- Масаж рук
- Ванночки для шкіри рук і нігтів
- Догляд за нігтями, полірування, надання їм форми
- Лакування нігтів, прикрашання їх стразами тощо.
- Нарощування нігтів

Щодо обробітку кутикули розрізняють два різновиди манікюру — обрізний (медичний) і необрізний (європейський). Для обрізного манікюру, щоб зрізати кутикули використовують спеціального інструмента — кутикульні гострозубці. Для необрізного — використовують дерев'яні палички або шліфують спеціальним електричним пристроєм для манікюру.
Манікюр часто сполучається з педикюром, доглядом за шкірою обличчя, перукарськими процедурами (стрижка, фарбування волосся та інші види догляду за волоссям).
В розмовній мові під словом «манікюр» часто розуміють тільки дизайн нігтів.

## Різновиди
Налічується понад 16 різновидів манікюру, зокрема серед розповсюджених такі:
1. Європейський або необрізний манікюр — «м'який» вид манікюру, бо кутикулу не обрізають, як при класичному, а відсувають апельсиновими паличками.[5]
2. Французький манікюр (френч)  — відрізняється тільки способом накладання лаку (залишається білий кінчик).[6]
3. Американський манікюр — подібний до французького, характерний лише тим, що колір лаку й помади збігається.
4. Спа-Манікюр — манікюр з відповідними спа-процедурами (розмочування, масаж).
5. Класичний або обрізний манікюр — манікюр, де кутикулу обрізають спеціальними щипцями (ножицями) для задирок (в Америці та Європі такий вид манікюру називається "медичний манікюр").[5]
6. Апаратний манікюр передбачає шліфувати кутикулу спеціальною машинкою.
7. Гарячий манікюр — це специфічний вид манікюру, при якому очищають кутикулу і пом'якшують її оліями. Типи олій, які можна використовувати: мінеральна олива, оливкова олія, деякі лосьйони або комерційні препарати в електричному обігрівачі.
8. Бразильський манікюр — «м'який» вид манікюру, під час якого застосовують спеціальний набір з апельсинової палички, рукавичок зі спеціальним кремом, пилочки.[7]
9. Японський манікюр — «м'який» вид манікюру, суто салонна тривала процедура догляду за руками та нігтями для надання здорового глянцевому вигляду нігтям.[8]
10. Манікюр омбре — це манікюр з плавним переходом різних відтінків однієї колірної гами, в матовому та глянсовому виконанні. Часто такий манікюр називають градієнтом[9].

### Французький манікюр
Джеффу Пінку, засновнику професійного бренду нігтів ORLY, приписують створення природного вигляду нігтів, який пізніше назвали французьким манікюром в 1976 році.
У середині 1970-х років кінорежисер доручив Пінку створити універсальний вигляд нігтів, який позбавить кіноактрис від необхідності витрачати час на перероблення нігтів, щоб вони поєднувалися зі зміною костюма. Натхненний миттєвим висвітлюючим ефектом білого олівця, нанесеного на нижню сторону, Пінк припустив, що рішення полягало в застосуванні того принципу нейтралізації до верхньої частини нігтя. «Я отримав один галон білого лаку для кінчиків і рожевого, бежевого або рожевого для нігтів», — згадував він в інтерв’ю The National у 2014 році.
Набір для натуральних нігтів, як тоді називав його Пінк, став хітом серед кінозірок і студій, які вважали стратегію економії часу незамінною. «Режисер сказав, що я повинен отримати «Оскар» за те, що заощадив індустрії стільки грошей», — сказав він. Зрештою, Pink взяла цей тренд на подіум у Парижі, і їм це теж сподобалося. Єдине, що йому потрібно, — подумав він, — це крутіше ім’я. Він придумав весь «французький» ребрендинг на рейсі додому до Лос-Анджелеса.
Традиційний задум френча передбачає використання прозорого лаку-основи і білого, що обрамляють кінчик нігтя. З плином часу прозорий лак поступився дорогою пастельних відтінків: бежевому, персиковому, молочному, ніжно-рожевому.

### Японський манікюр
Вважається, що японський манікюр прийшов на зміну традиційному манікюру. Історично мистецтво японського манікюру було поширеним в японських дворянських сім`ях. Поступово цей вид манікюру набув популярності серед звичайних громадян також. Японський манікюр, як складова японської культури має 400-річну філософію та традицію, виконується і для жінок і для чоловіків. Основа ідея японського манікюру  — дбайливе ставлення до нігтів з використанням лише натуральних та безпечних матеріалів. Процедура японського манікюру є досить тривалою, включає комплекс відновлювальних процедур для нігтів і кутикули, та забезпечує стійкий ефект на 3-4 тижні.   

### Комбінований манікюр
Термін «комбінований манікюр» відноситься до типу манікюру, який поєднує в собі кілька технік і стилів для створення унікального та індивідуального вигляду нігтів. Докладна історія комбінованого манікюру недостатньо задокументована, але, ймовірно, він з’явився в результаті зростання популярності різних стилів і технік манікюру для нігтів.
У комбінованому манікюрі можуть використовуватися різні елементи з різних видів манікюру, наприклад: кольоровий лак, глітер (блискітки), малюнки для нігтів, пірсинг нігтів. Поєднання цих елементів дозволяє створити більш персоналізований та індивідуальний вигляд, який адаптований до конкретних уподобань і потреб особи, якій роблять манікюр.
Комбінований манікюр останнім часом стає все більш популярним, оскільки люди шукають нові та креативні способи самовираження за допомогою нігтів. Доступність широкого спектру кольорів, дизайнів і технік полегшила людям створення унікальних і привабливих нігтів. Комбінований манікюр пропонує спосіб об’єднати найкращі елементи різних стилів манікюру для створення справді персоналізованого образу.